# سیارک ۵۳۵۰
سیارک ۵۳۵۰ (به انگلیسی: 5350 Epetersen، نامگذاری:1989GL1) پنج هزار و سیصد و پنجاهمین سیارک کشف شده‌است که در ۳ آوریل ۱۹۸۹ کشف شد.
قدر مطلق سیارک برابر ۱۳٫۱۰ است.